# Стара Муртаза
Стара Муртаза́ (рос. Старая Муртаза, башк. Иҫке Мортаза) — присілок у складі Кушнаренковського району Башкортостану, Росія. Входить до складу Карача-Єлгинської сільської ради.
Населення — 133 особи (2010; 138 у 2002).
Національний склад:
- татари — 57 %
- башкири — 43 %